# ペネトレイション (バスケットボール)
バスケットボールにおいてペネトレイション(Penetration)とは、得点を得るために、ドリブルでペイントエリア内へ切り込んでいくプレー。ドリブルドライブと呼ばれることもある。どのように切り込むかによって、レーン・ペネトレイション、ミドル・ペネトレイション、ベースライン・ペネトレイション等と呼ばれる。カットインと呼ばれる場合もあるが、カットインは主にボールを保持していない選手が、パスを受けるために切り込むことを言い、区別して使う場合が多い。
高度なクロスオーバードリブル技術を必要とする。